# Ciri

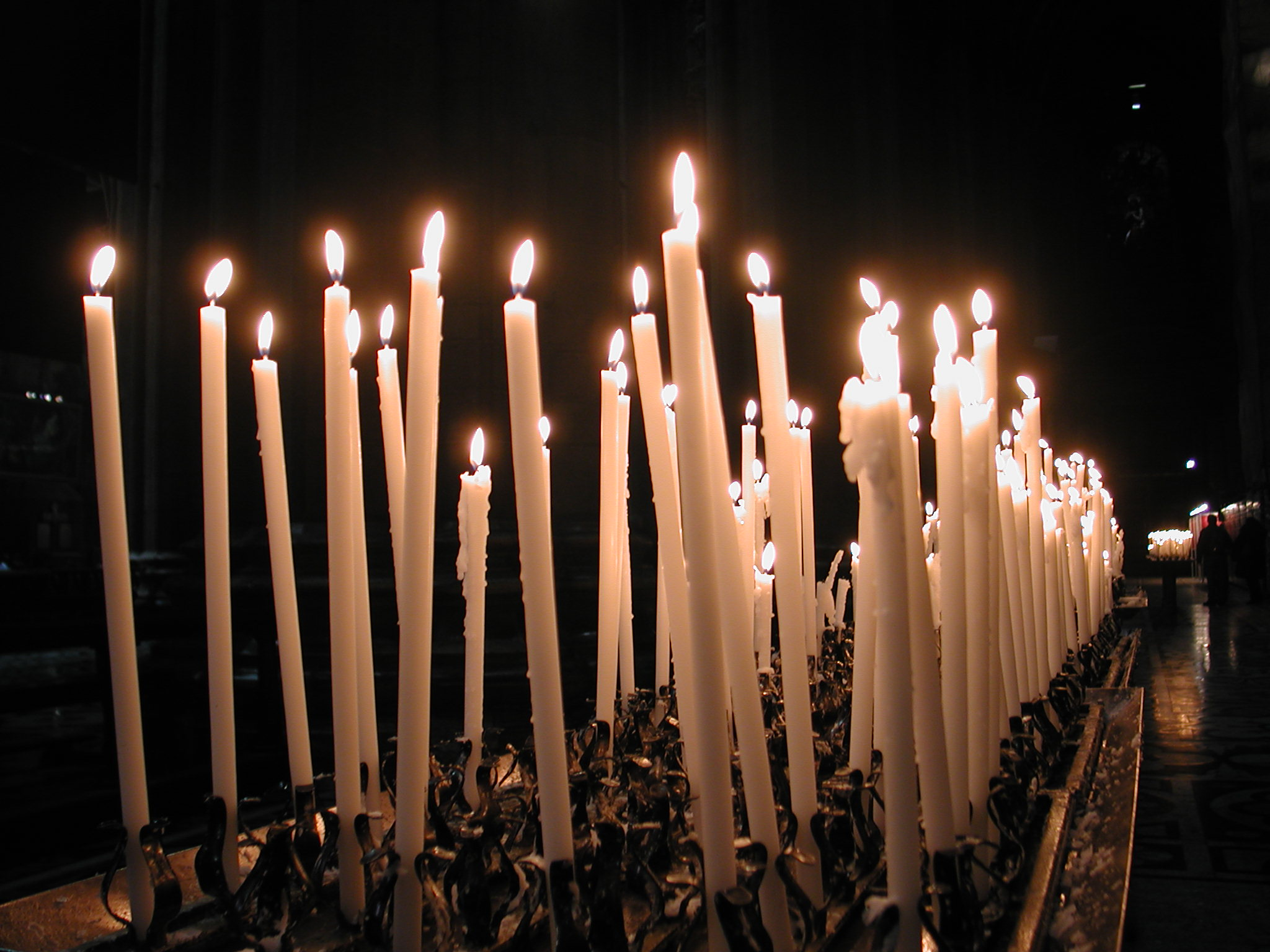
Ciris a una catedral.

Un ciri és un instrument d'ús cerimonial de la llum. Consisteix en una espelma de grans dimensions que hom veu sovint a les cerimònies religioses. Els més coneguts als Països Catalans són els ciris de Pasqua.

## Cerimònies
Els "ciris de Pasqua" o " "ciris pasquals" són ciris tradicionals molt llargs i gruixuts que es beneeixen la nit de Pasqua. Es coneixen també com la «Llum de Crist», de les paraules llatines Lumen Christi que s'esmenten a la cerimònia Pasqual.
En la litúrgia cristiana els ciris es fan servir també per la il·luminació de les esglésies i tenen especial importància els ciris als costats de l'altar.
El "ciri bautismal" es fa servir a les celebracions del bateig dels infants.
A Taradell té lloc cada any el tradicional "Ball del Ciri". Aquesta celebració té lloc el marc de la Festa Major d'hivern, celebrada en honor de Sant Sebastià, des de l'any 1776.

## Cultura popular

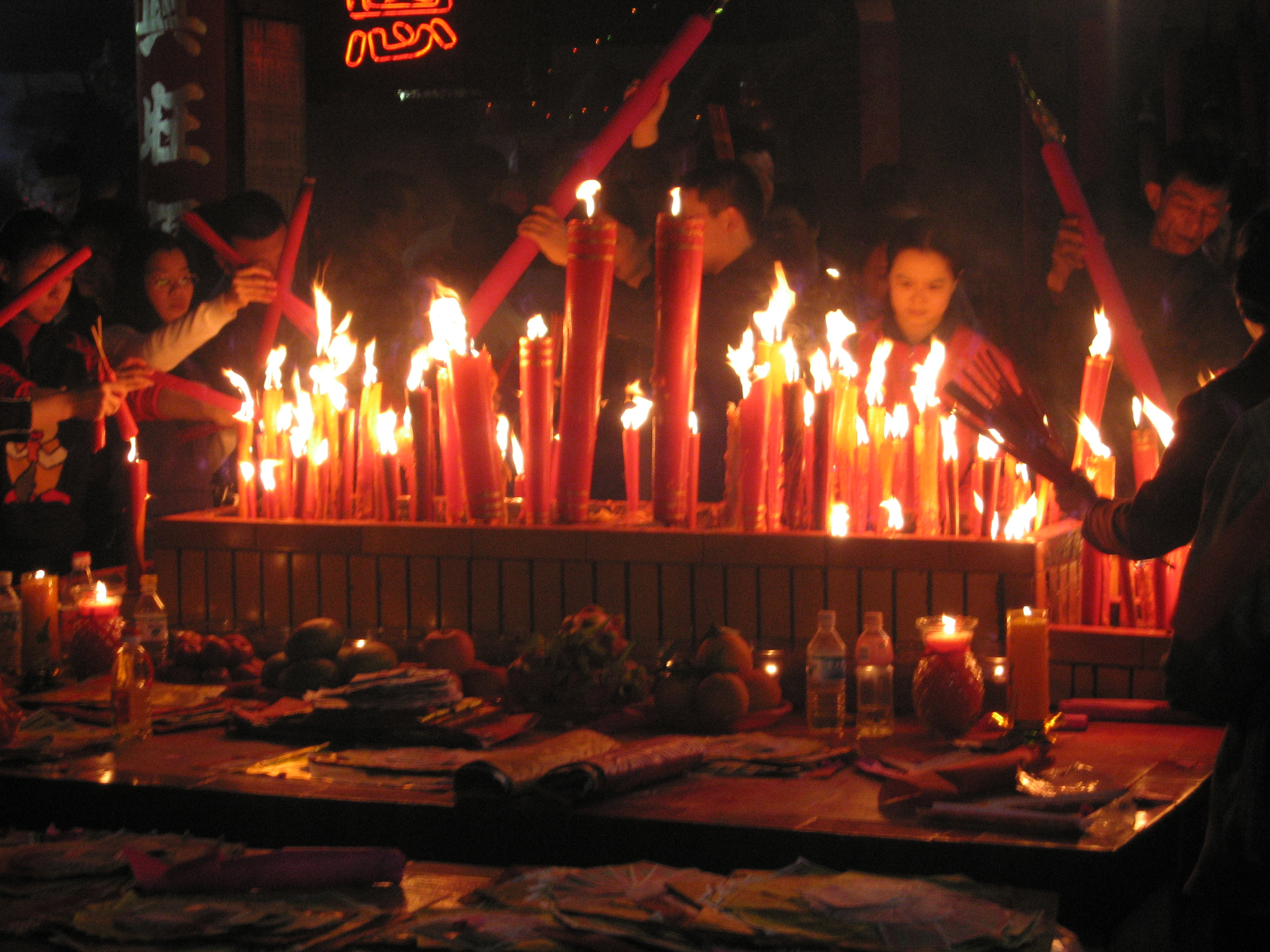
Celebració de cap d'any amb ciris a Meizhou, Xina.

Els ciris es fan servir també a altres cultures i en altres contexts religiosos.
Entre les expressions populars derivades del ciri cal mencionar:
- Dret com un ciri, alt, trempat o encarcarat com un ciri: es diu d'una persona alta o de port molt rígid.
- Sortir amb un ciri trencat: fer comentaris impertinents, basats en mala informació o que no venen al cas.
- La processó és molt llarga, i el ciri molt curt: manca de preparació per a un esdeveniment o acció a emprendre.
- Al futbol "un ciri" és un xut defectuós, sovint involuntari, en el qual la pilota ix projectada verticalment.

## Accessoris
- Cirier: Estri que serveix per a aguantar dret el ciri.
- Matallums, bufallums, apagallums o caputxí: Instrument format d'una canya a l'extrem de la qual hi ha una peça cònica de llauna o de ferro que serveix per a apagar un llum de ble, coma ara, els ciris. Actualment s'utilitza poc.